# Theodor Hasselgren
Lars Theodor Hasselgren, född 28 mars 1875 i Stockholm, död där 19 februari 1960, var en svensk militär (överste).

## Biografi
Hasselgren blev underlöjtnant i Vaxholms artillerikår 1896, löjtnant i kåren 1900, vid kustartilleriet 1901, kapten 1905, major 1918, överstelöjtnant 1924 och överste 1925. Han var tillförordnad chef för Vaxholms kustartilleriregemente (KA 1) 1924 och 1939, chef för Karlskrona kustartilleriregemente (KA 2) 1925–1929, för Vaxholms kustartilleriregemente (KA 1) 1929–1935 och samtidigt kommendant i Vaxholms fästning. Han försattes i reserven 1935.
Hasselgren var regementsadjutant 1900–1901 och 1902–1903, positionsbefälhavare vid Fårösunds kustposition 1910–1912, adjutant i chefens för kustartilleriets stabs 1915–1919 och stabschef i kommendantstaben i Vaxholms fästning 1920–1924. Han deltog i utredningar angående Kungliga Sjökrigsskolans omorganisation 1907–1908, angående ändringar i bestämmelserna rörande antagning och utbildning av befäl i kustartilleriets reserv 1917–1918, var inspektor för samrealskolan i Vaxholm 1930–1935 och ledamot av Vaxholms stadsfullmäktige samt dess vice ordförande 1931–1934. Hasselgren var ledamot av Kungliga Örlogsmannasällskapet.
Theodor Hasselgren var son till protokollssekreterare Lars Hasselgren och Lydia Kempff. Han gifte sig 1902 med Elsa Kistner (1881–1967). De var föräldrar till kommendör Kjell Hasselgren. Theodor Hasselgren gravsattes den 1 mars 1960 på Norra begravningsplatsen i Solna.

## Utmärkelser
Hasselgrens utmärkelser:
- Kommendör av 1. klass av Svärdsorden (KSO1kl)
- Riddare av Franska Hederslegionen (RFrHL)
- Skytteguldmedalj (SkytteGM)